# Fernand Rabier (rose)
'Fernand Rabier' est un cultivar de rosier grimpant obtenu en 1918 à Orléans par Eugène Turbat, issu de Rosa wichuraiana. Il est dédié à Fernand Rabier (1855-1933), ancien et futur maire d'Orléans et futur sénateur du Loiret radical-socialiste, à l'époque de son obtention.

## Description
Ce rosier grimpant au port souple de 3 à 4 mètres se couvre en juin de fleurs pleines (17-25 pétales) en bouquets de couleur écarlate. Elles sont très légèrement parfumées. Sa zone de rusticité est de 6b à 9b.
On peut l'admirer à la roseraie Jean-Dupont, située à Orléans, qui sert de conservatoire des roses obtenues dans l'Orléanais.
Il est issu de 'Delight' (hybride de Rosa wichuraiana) et d'un semis inconnu.